# Ендрю (Айова)
Ендрю (англ. Andrew) — місто (англ. city) в США, в окрузі Джексон штату Айова. Населення — 380 осіб (2020).

## Географія
Ендрю розташований за координатами 42°9′12″ пн. ш. 90°35′31″ зх. д. / 42.15333° пн. ш. 90.59194° зх. д. (42.153216, -90.591931).  За даними Бюро перепису населення США в 2010 році місто мало площу 0,69 км², уся площа — суходіл.

## Демографія
Згідно з переписом 2010 року, у місті мешкали 434 особи в 155 домогосподарствах у складі 108 родин. Густота населення становила 629 осіб/км².  Було 173 помешкання (251/км²).
Расовий склад населення:
| - 98,8 % — білих - 0,5 % — чорних або афроамериканців |

До двох чи більше рас належало 0,7 %. Частка іспаномовних становила 0,5 % від усіх жителів.
За віковим діапазоном населення розподілялося таким чином: 30,9 % — особи молодші 18 років, 58,5 % — особи у віці 18—64 років, 10,6 % — особи у віці 65 років та старші. Медіана віку мешканця становила 30,6 року. На 100 осіб жіночої статі у місті припадало 110,7 чоловіків;  на 100 жінок у віці від 18 років та старших — 111,3 чоловіків також старших 18 років.
Середній дохід на одне домашнє господарство  становив 51 614 долари США (медіана — 44 583), а середній дохід на одну сім'ю — 51 631 долар (медіана — 44 375). За межею бідності перебувало 12,7 % осіб, у тому числі 18,7 % дітей у віці до 18 років та 12,7 % осіб у віці 65 років та старших.
Цивільне працевлаштоване населення становило 219 осіб. Основні галузі зайнятості: виробництво — 26,5 %, освіта, охорона здоров'я та соціальна допомога — 22,8 %, мистецтво, розваги та відпочинок — 12,3 %, роздрібна торгівля — 8,2 %.